# Richard Socrier
Richard Socrier (Parigi, 28 marzo 1979) è un ex calciatore francese, attaccante.